# Khalid Boukichou
Khalid Boukichou (Nador, 17 september 1992) is een Belgisch-Marokkaans basketballer die doorgaans als center speelt.

## Carrière
Boukichou maakte zijn debuut in de derde afdeling bij Atomia Brussels in het seizoen 2008/2009 waarvoor hij twee seizoenen zou spelen. Nadien speelde hij Royal Anderlecht en kortstondig ook voor Chabab Rif Al Hoccima in de hoogste Marokkaanse afdeling. In 2011 maakte hij de overstap naar Telenet Oostende. In zijn eerste seizoen werd hij nog regelmatig uitgespeeld bij de Oostendse satellietclub Gistel in de Belgische tweede klasse. Na de komst van trainer Dario Gjergja kreeg hij echter meer speelkansen en anno 2016 komt Boukichou elke wedstrijd aan spelen toe. Met Telenet Oostende werd Boukichou 5 keer landskampioen en 5 keer bekerwinnaar.
In 2017 trekt Boukichou naar het Franse Élan Chalon, na een seizoen naar reeksgenoot Élan béarnais Pau-Lacq-Orthez. Na dat seizoen zet hij een stap terug naar de Franse tweede klasse bij SLUC Nancy Basket. Hij speelt dan korte tijd ook voor het Kosovaarse Sigal Prishtina. Hij keert terug naar België en gaat spelen bij Proximus Spirou. Na een seizoen keert hij terug naar Frankrijk om te spelen bij BCM Gravelines-Dunkerque. Voor het seizoen 2021/22 ging hij spelen voor het Saoedische Ohod Medina. Op 23 februari 2022 maakte Boukichou de overstap naar het Marokkaanse AS Salé waarmee hij landskampioen werd. In januari 2023 keerde hij terug naar de Franse tweedeklasser SLUC Nancy Basket. Hij keerde nadien terug naar het Marokkaanse AS Salé.
Boukichou maakte ook deel uit van de Belgische nationale ploeg. 

## Palmares

### Club
Telenet Oostende
- Belgisch landskampioenschap: 2012, 2013, 2014, 2015, 2016, 2017
- Beker van België: 2013, 2014, 2015, 2016, 2017
- Belgische Supercup: 2014, 2015
- Belgische basketbalbeker MVP: 2016

Sigal Prishtina
- Kosovaars landskampioen: 2019
- Kosovaarse beker: 2019

AS Salé
- Marokkaans landskampioen: 2022